# 靜波站
靜波站（日语：／ Shizunami eki */?）是位於静岡縣榛原郡榛原町（現時：牧之原市），靜岡鐵道駿遠線的鐵路車站（廢站）。

## 歷史
- 1934年（昭和9年）10月1日 - 藤相鐵道靜波站啟用[2]。
- 1943年（昭和18年）5月15日 - 在公司合併後，成為靜岡鐵道藤相線的車站。
- 1948年（昭和23年）9月6日 - 在路線合併後，成為靜岡鐵道駿遠線的車站。
- 1968年（昭和43年）8月22日 - 大井川站至堀野新田之間廢除，此站也被廢除[2]。

## 概要
車站附近至遠州川崎站之間設有一條名為川崎通（田沼街道）的商店街。在該處的居民較多，為沿線最繁忙的地方。此站最接近榛原高校（舊制時代為榛原中學）。
現時，靜波站遺址變成為榛原郵局。郵局旁的道路（與縣道相交）在駿遠線廢除後擴寬了。

## 相鄰車站
靜岡鐵道
駿遠線
細江－靜波－榛原町

## 注腳
1. ↑  鉄道停車場一覧：昭和12年10月1日現在 國立國會圖書館數碼化收藏
2. 1 2  今尾惠介監修《日本鐵道旅行地圖帳 7號 東海》新潮社 31頁

## 相關項目
- 日本鐵路車站列表 Shi